# Janina Prawalinskaja-Karoltschyk
Janina Prawalinskaja-Karoltschyk (belarussisch Яніна Правалінская-Карольчык, engl. Transkription Yanina Pravalinskaya-Karolchyk, geborene Karoltschyk; * 26. Dezember 1976) ist eine ehemalige belarussische Kugelstoßerin und Olympiasiegerin.
Nach dem Gewinn der Silbermedaille 1995 bei den europäischen Juniormeisterschaften gewann sie als nächsten wichtigen internationalen Schritt die Bronzemedaille bei den Europameisterschaften 1998 in Budapest. Die Belarussischen Meisterschaften gewann sie in den Jahren 1997 und 1998.
Bei den Olympischen Spielen 2000 in Sydney gewann sie die Goldmedaille mit einer Weite von 20,56 m vor Larissa Peleschenko (RUS) und Astrid Kumbernuss (GER), und ebenso siegte sie bei den Weltmeisterschaften 2001 in Edmonton mit einer Weite von 20,61 m vor Nadine Kleinert (GER) und Wita Pawlysch (UKR).
2003 wurde sie positiv auf das Mittel Clenbuterol getestet. Daraufhin wurde eine Sperre von zwei Jahren wegen Dopings gegen sie verhängt.
Bei den Weltmeisterschaften 2007 in Osaka belegte sie den zehnten Platz.
Janina Prawalinskaja-Karoltschyk ist 1,87 m groß und wiegt 95 kg. Sie ist seit 2006 mit dem Sänger Uladsimer Prawalinski  verheiratet, mit dem sie eine 2005 geborene Tochter hat.